# A Little Work
A Little Work è un singolo di Fergie pubblicato il 14 novembre 2017. Esso è il quarto singolo estratto dal suo secondo album da solista: Double Dutchess (2017)

## Promozione
Il brano venne eseguito per la prima volta in assoluto al Today Show, il 22 settembre 2017, giorno stesso della pubblicazione dell'album. 
Successivamente, Fergie si esibì con il brano anche a Miss Universo il 26 novembre dello stesso anno. Durante la performance, l'artista canta la canzone mentre le varie concorrenti vengono presentate una ad una e fatte sfilare.

## Video musicale
Il video musicale venne diretto da Jonas Åkerlund e pubblicato su YouTube due mesi prima dell'estrazione del singolo, il 25 settembre 2017.
Il video inizia con Fergie che, sotto l'effetto di droghe, si nasconde in una chiesa convinta di essere inseguita ed inizia a pregare. Si vedono poi delle scene in cui la cantante racconta, appunto, il periodo in cui abusó di droghe come l'LSD. Queste ultime sono intervallate da altre dove l'artista è rinchiusa in un manicomio ed è assistita da un'infermiera (Fergie stessa), o dove impersona una madre profondamente credente ma piena di debiti. Successivamente la Fergie del manicomio viaggia con la mente e si ritrova in un campo di battaglia dove suo marito morí. Infatti, si vede poi che partecipa al suo funerale vestita totalmente di nero. 
L'atmosfera però, cambia quando Fergie decide di disintossicarsi: l'infermiera sorride alla paziente del manicomio e quest'ultima sembra ricambiare il sorriso, per poi passare a scene dove l'artista si diverte insieme a se stessa da bambina oppure dove diventa un'entità luminescente e predica vicino all'altare, mentre le altre donne impersonate da lei ascoltano. La scena finale mostra la cantante finalmente felice che esce a testa alta dalla chiesa con suo figlio.
Esiste anche una versione ridotta del video, dove le scene in cui Fergie parla sono state totalmente eliminate, mentre altre leggermente accorciate.

## Date di pubblicazione
| Stato       | Data              | Formato                | Etichetta      |
| ----------- | ----------------- | ---------------------- | -------------- |
| Vari        | 22 settembre 2017 | Download digitale      | Dutchess Music |
| Stati Uniti | 14 novembre 2017  | Contemporary hit radio | BMG            |